# Żubrów
Żubrów (niem. Herzogswalde) – wieś w Polsce położona w województwie lubuskim, w powiecie sulęcińskim, w gminie Sulęcin.
W latach 1975–1998 miejscowość administracyjnie należała do województwa gorzowskiego.
We wsi swoją siedzibę ma klub piłkarski „Tęcza” Żubrów, który występuje w B-klasie.

## Zabytki

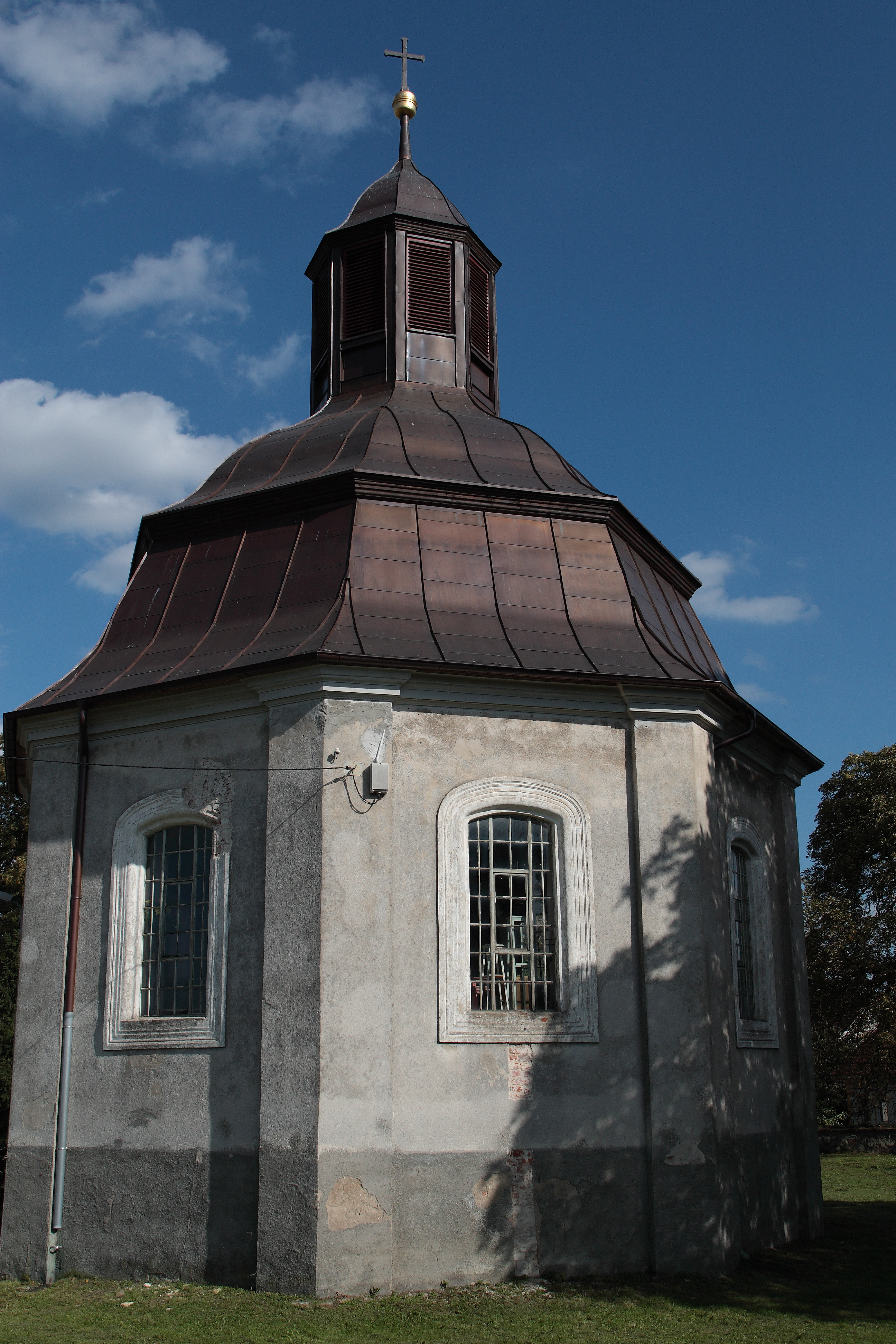
Kościół św. Michała Archanioła

Do wojewódzkiego rejestru zabytków wpisane są:
- kościół ewangelicki, obecnie rzymskokatolicki filialny pod wezwaniem św. Michała Archanioła, barokowy z 1813 roku
- zespół pałacowy, z połowy XVII wieku, 1800 roku: 
  - pałac z przełomu XVII i XVIII wieku.; budynek pałacu został wybudowany na rzucie prostokąta, nakryty dachem mansardowym jako budowla dwukondygnacyjna w stylu późnobarokowym z cechami klasycyzmu
  - park,
  - lapidarium (doszczętnie zniszczone), 0,5 km na wschód od miejscowości w kierunku uroczyska (współrzędne 52°28'47.05"N; 15° 9'32.33"E).